# الرجلان الأعميان في الجليل

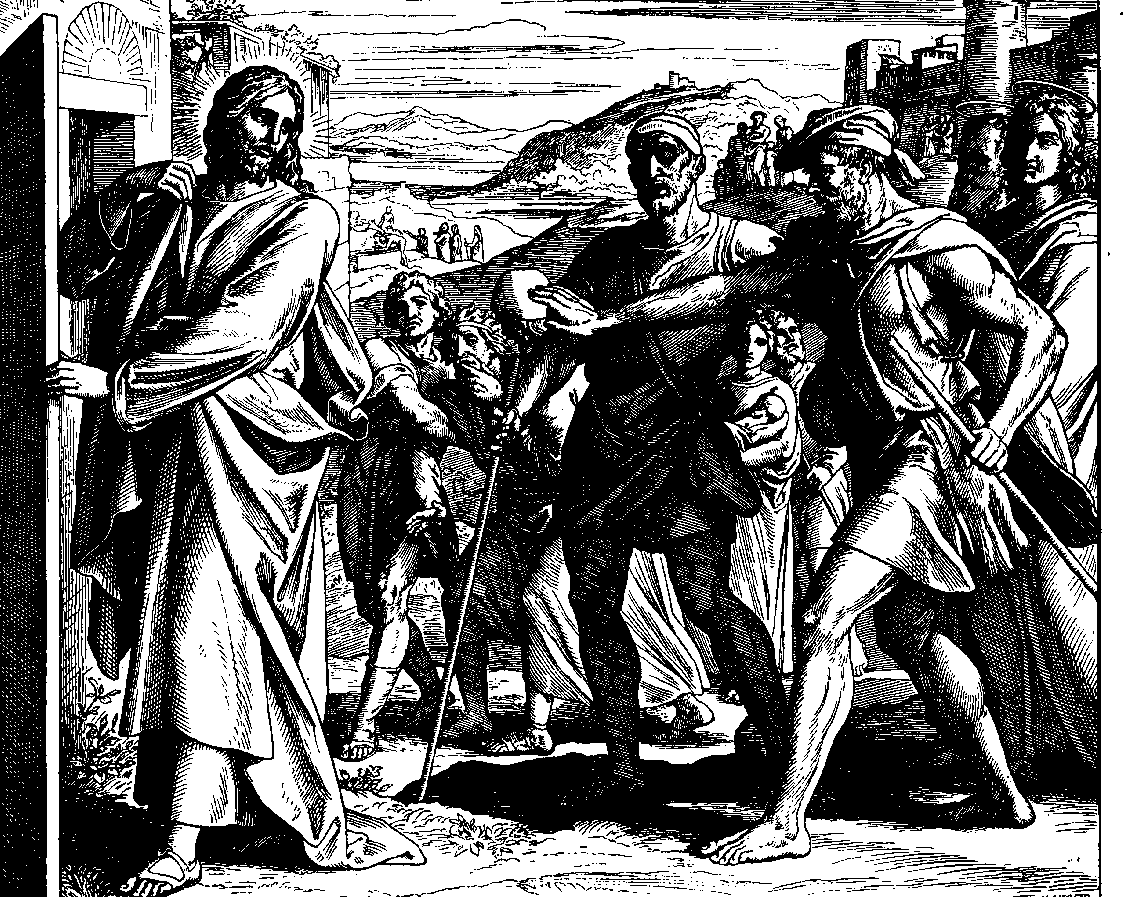
المسيح والرجلان الأعميان بواسطة يوليوس شنور، القرن التاسع عشر

شفاء يسوع لرجلين أعميين هو معجزة منسوبة إلى يسوع في إنجيل متى. وقعت هذه الحادثة مباشرةً بعد إقامة ابنة جايروس.

## سرد
بحسب رواية الإنجيل، بينما كان يسوع يواصل رحلته بعد أن أقام ابنة جايروس، تبعهُ رجلان أعميان يناديان: «ارْحَمْنَا يَا ابْنَ دَاوُدَ!» ولما دخل البيت جاءا فسألهما: «أَتُؤْمِنَانِ بِأَنِّي أَقْدِرُ أَنْ أَفْعَلَ هَذَا؟» فأجابا: «نَعَمْ يَا سَيِّدُ!». ثم لمسَ يسوع أعيُنهما وقال: «لِيَكُنْ لَكُمَا بِحَسَبِ إِيمَانِكُمَا!» فاستعادا بصرهما. حذّرهما يسوع بشدة ألّا يخبروا أحداً، لكنهما انطلقا وأذاعا خبر الشفاء في البلاد كلها.

## تطوير
القصة هي تكيف فضفاض لقصة في إنجيل مرقس ، عن شفاء رجل أعمى يدعى بارتيماوس . في ممارسة مميزة لمؤلف إنجيل متى، تمت مضاعفة عدد الأشخاص وإزالة التفاصيل غير الضرورية. يتم سرد نفس القصة لاحقًا في نفس الإنجيل (متى 20: 29-34) بتفاصيل متطابقة تقريبًا.

## الدلالة
يقدم كاتب إنجيل متى مصطلح «ابن داود» للإشارة إلى أن الشفاء يظهر أن يسوع هو المسيح.